# Ich bin vergnügt mit meinem Glücke

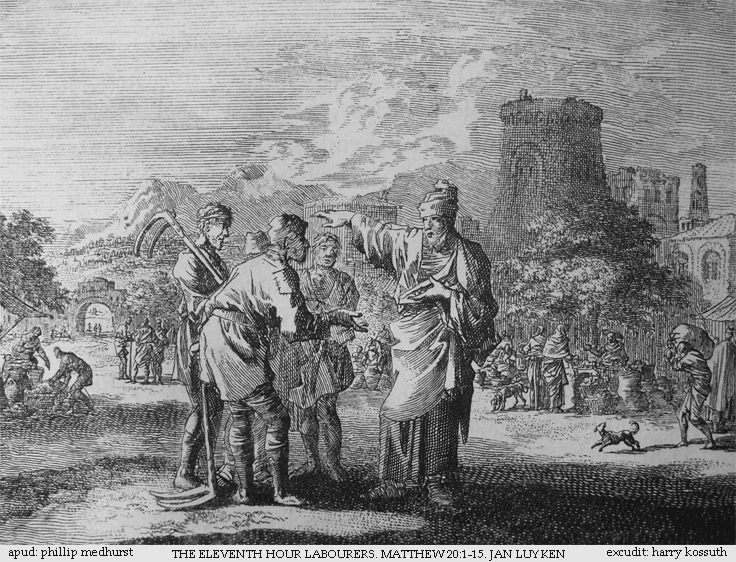
Die Arbeiter der elften Stunde, Radierung von Jan Luyken

Ich bin vergnügt mit meinem Glücke (BWV 84) ist eine Kirchenkantate von Johann Sebastian Bach. Die Solokantate für Sopran für den Sonntag Septuagesimae wurde am 9. Februar 1727 in Leipzig unter der Leitung von Bach uraufgeführt.

## Geschichte und Worte
Bach schrieb die Kantate in Leipzig für den Sonntag Septuagesimae, den dritten Sonntag vor Aschermittwoch. Sie wird seinem dritten Kantatenzyklus zugerechnet und ist eine der wenigen Kantaten, die Bach selbst als Cantata bezeichnet hat. Er hatte für den Anlass zuvor bereits zwei Kantaten komponiert, Nimm, was dein ist, und gehe hin 1724 und die Choralkantate Ich hab in Gottes Herz und Sinn 1725. Die vorgeschriebenen Lesungen waren 1 Kor 9,24  – 10,5 , „Wettlauf um den Sieg“, und Mt 20,1–16 , das Gleichnis von den Arbeitern im Weinberg. Wie in den früheren Kantaten bezieht sich der Kantatentext nur allgemein auf das Evangelium: Der Christ soll sich begnügen mit dem Glück, das ihm zuteilwird, ohne Neid auf andere, die bevorzugt erscheinen. Titel und Text zeigen Ähnlichkeit mit Picanders Ich bin vergnügt mit meinem Stande, das 1728 veröffentlicht wurde. Es ist unklar, ob Picander seinen Text auf einer früheren Vorlage aufbaute oder ob Bach eine Version von Picander benutzte, die für den Druck verändert wurde. Wie Klaus Hofmann beobachtet, enthält er Gedanken der frühen Aufklärung: „Seine Verse sind ein Preis der Genügsamkeit, der Bescheidung mit dem, was Gott uns zugedacht hat; ein Lob der Zufriedenheit (das ist mit dem Wort „vergnügt“ gemeint, in seiner damaligen Bedeutung), der Neidlosigkeit gegen andere und der Dankbarkeit gegen Gott. Wie die Gedankenwelt, so ist auch die Sprache nicht eigentlich die Bachs, sondern die der nächstjüngeren Generation: Es fehlt das rhetorische Pathos der Barockdichtung, die Drastik und Künstlichkeit der Bilder; die Sprache ist schlicht und prägnant und nicht bildlich, sondern rational.“
Der Schlusschoral ist die 12. Strophe von Aemilie Juliane von Schwarzburg-Rudolstadts bekanntem Lied „Wer weiß, wie nahe mir mein Ende“ (1686). Bach benutzte seine erste Strophe bereits in seinen Kantaten Wo gehest du hin? (1724) und Wer weiß, wie nahe mir mein Ende? BWV 27 (1726).
Bach führte die Kantate am 9. Februar 1727 erstmals auf.

## Besetzung und Aufbau
Die Kantate ist kammermusikalisch besetzt mit Solo-Sopran, vierstimmigem Chor nur im Choral, Oboe, zwei Violinen, Viola und Basso continuo.
1. Aria: Ich bin vergnügt mit meinem Glücke
2. Recitativo: Gott ist mir ja nichts schuldig
3. Aria: Ich esse mit Freuden mein weniges Brot
4. Recitativo: Im Schweiße meines Angesichts
5. Choral: Ich leb indes in dir vergnüget

## Musik
Die Musik zeigt unterschiedliche Besetzung und Charakter, um trotz nur einer Singstimme Abwechslung zu bieten. Die erste Arie ist langsam und nachdenklich, begleitet von allen Instrumenten, und erinnert an ein Oboenkonzert. Das erste Rezitativ ist secco, das zweite wird von den Streichern begleitet. Die zweite Arie ist tänzerisch, begleitet von zwei obligaten Instrumenten, Oboe und Violine. Sie verdeutlichen in lebhafter Figuration der Violine und etwas vereinfachter der Oboe den Text „ein fröhlicher Geist, ein dankbares Herze, das lobet und preist“. Hofmann bemerkt, dass die Arie „das musikalische Genrebild einer ländlichen Idylle mit einer rustikalen Musikszene, eine Huldigung an die aufklärerische Utopie vom einfachen, glücklichen Leben auf dem Lande“ darstellt. Die Violin-Figuren erinnern an „Borduntöne nach Art eines Dudelsacks oder einer Drehleier“. Sextsprünge aufwärts in der Singstimme wirken volkstümlich und „vermitteln zugleich den Eindruck heiterer Gelassenheit“.
Der Choral ist ein schlichter vierstimmiger Satz auf die Melodie von Wer nur den lieben Gott lässt walten.

## Einspielungen
CD
- J. S. Bach: Cantatas No. 106, No. 84. Hermann Scherchen, Wiener Akademie Kammerchor, Orchester der Wiener Staatsoper, Magda Lászlò. Westminster, 1952.
- J. S. Bach: Cantatas BWV 49 & BWV 84. Wilhelm Ehmann, Westfälische Kantorei, Instrumentalensemble, Agnes Giebel. Cantate, 1961.
- Bach: Kantaten BWV 52, BWV 84 & BWV 209. Raymond Leppard, English Chamber Orchestra, Elly Ameling. Philips, 1982.
- Die Bach Kantate Vol. 26. Helmuth Rilling, Gächinger Kantorei, Württembergisches Kammerorchester Heilbronn, Arleen Augér. Hänssler, 1983.
- J. S. Bach: Cantatas BWV 51, 82, 84, 199, 202, 209. Monica Huggett, Ensemble Sonnerie, Nancy Argenta. Virgin, 1993.
- Bach Edition Vol. 15 – Cantatas Vol. 8. Pieter Jan Leusink, Holland Boys Choir, Netherlands Bach Collegium, Ruth Holton. Brilliant Classics, 2000.
- Bach Cantatas Vol. 20: Naarden / Southwell / For Septuagesima / For Sexagesima. John Eliot Gardiner, Monteverdi Choir, English Baroque Soloists, Miah Persson. Soli Deo Gloria, 2000.
- J. S. Bach: Complete Cantatas Vol. 20. Ton Koopman, Amsterdam Baroque Orchestra & Choir, Sandrine Piau. Antoine Marchand, 2003.
- J. S. Bach: Christus, der ist mein Leben – Cantates BWV 27, 84, 95 & 161. Philippe Herreweghe, Collegium Vocale Gent, Dorothee Mields. Harmonia Mundi France, 2007.
- J. S. Bach: Geistliche Solokantaten für Sopran. Helmut Müller-Brühl, Bach Vokalensemble Köln, Kölner Kammerorchester, Siri Thornhill. Naxos, 2007.
- J. S. Bach: Cantatas Vol. 41 (Solo Cantatas) – BWV 56, 82, 84, 158,. Masaaki Suzuki, Bach Collegium Japan, Carolyn Sampson. BIS, 2007.

DVD
- „Ich bin vergnügt mit meinem Glücke“. Kantate BWV 84. Rudolf Lutz, Chor und Orchester der J. S. Bach-Stiftung, Gerlinde Sämann. Samt Einführungsworkshop sowie Reflexion von Eleonore Frey. Gallus Media, 2012.[4]